# Brennan Johnson
Brennan Price Johnson (sinh ngày 23 tháng 5 năm 2001) là một cầu thủ bóng đá chuyên nghiệp người xứ Wales hiện thi đấu ở vị trí tiền đạo cho câu lạc bộ Tottenham và đội tuyển quốc gia Wales.

## Thống kê sự nghiệp

### Câu lạc bộ
Tính đến ngày 12 tháng 11 năm 2022
| Club                | Season       | League         | League | League | FA Cup | FA Cup | EFL Cup | EFL Cup | Other | Other | Total | Total |
| Club                | Season       | Division       | Apps   | Goals  | Apps   | Goals  | Apps    | Goals   | Apps  | Goals | Apps  | Goals |
| ------------------- | ------------ | -------------- | ------ | ------ | ------ | ------ | ------- | ------- | ----- | ----- | ----- | ----- |
| Nottingham Forest   | 2019–20      | Championship   | 4      | 0      | 1      | 0      | 3       | 0       | —     | —     | 8     | 0     |
| Nottingham Forest   | 2020–21      | Championship   | 0      | 0      | 0      | 0      | 0       | 0       | —     | —     | 0     | 0     |
| Nottingham Forest   | 2021–22      | Championship   | 46     | 16     | 2      | 1      | 0       | 0       | 3     | 2     | 51    | 19    |
| Nottingham Forest   | 2022–23      | Premier League | 15     | 2      | 0      | 0      | 1       | 0       | —     | —     | 16    | 2     |
| Nottingham Forest   | Total        | Total          | 65     | 18     | 3      | 1      | 4       | 0       | 3     | 2     | 75    | 21    |
| Lincoln City (loan) | 2020–21      | League One     | 40     | 10     | 2      | 1      | 0       | 0       | 7     | 2     | 49    | 13    |
| Career total        | Career total | Career total   | 105    | 28     | 5      | 2      | 4       | 0       | 10    | 4     | 124   | 34    |

1. ↑  Three appearances and two goals in Championship play-offs
2. ↑  Four appearances and one goal in EFL Trophy, three appearances and one goal in League One play-offs

### Bàn thắng quốc tế
| # | Ngày                | Địa điểm                                  | Đối thủ  | Bàn thắng | Kết quả | Giải đấu                    |
| - | ------------------- | ----------------------------------------- | -------- | --------- | ------- | --------------------------- |
| 1 | 11 tháng 6 năm 2022 | Sân vận động Cardiff City, Cardiff, Wales | Bỉ       | 1–1       | 1–1     | UEFA Nations League 2022–23 |
| 2 | 14 tháng 6 năm 2022 | De Kuip, Rotterdam, Hà Lan                | Hà Lan   | 1–2       | 2–3     | UEFA Nations League 2022–23 |
| 2 | 21 tháng 3 năm 2024 | Sân vận động Cardiff City, Cardiff, Wales | Phần Lan | 3–1       | 4–1     | Vòng loại UEFA Euro 2024    |

## Danh hiệu
Nottingham Forest
- EFL Championship play-offs: 2022[7]

Tottenham Hotspur
- UEFA Europa League: 2024–25[8]